# 林海听涛
林海聽濤（1981年10月29日—）是中國大陸一名網絡小說作家，其撰寫主題主要為足球類，被譽為“起點競技小說第一人”。

## 簡介
林海聽濤於2003年開始網絡寫作。

## 作品
- 《我踢球你在意嗎》（起點中文網，2003年4月13日 至 2003年8月26日）
- 《我們是冠軍》（起點中文網，2005年3月3日 至 2006年9月4日）
- 《天生廢材》（17K小說網，2006年10月30日 至 2007年6月18日）
- 《冠軍教父》（起點中文網，2007年7月27日 至 2009年10月16日）
- 《冠軍傳奇》（起點中文網，2009年12月2日 至 2011年8月15日）
- 《禁區之雄》（起點中文網，2011年8月24日 至 2012年12月31日）
- 《勝者為王》（起點中文網，2013年1月20日 至 2013年12月21日）
- 《冠軍之光》（起點中文網，2014年2月7日 至 2015年8月27日）
- 《冠軍之心》（起點中文網，2015年10月18日 至 2017年10月31日）

### 已出版小說
- 《我踢球你在意嗎》（中國青年出版社，2004年8月） ISBN 9787500658795
- 《我們是冠軍》（北方文藝出版社，2005年7月） ISBN 9787531718406

## 外部連結
- 林海聽濤的起點專欄 （页面存档备份，存于）（简体中文）
- 林海聽濤的新浪微博（中文）